# أكسل شتاين
أكسل شتاين (بالألمانية: Axel Stein) (و. 1982 – م) هو ممثل، وسائق سيارة سباق، من ألمانيا، ولد في فوبرتال.

## وصلات خارجية
- أكسل شتاين على موقع IMDb (الإنجليزية)
- أكسل شتاين على موقع روتن توميتوز (الإنجليزية)
- أكسل شتاين على موقع مونزينجر (الألمانية)
- أكسل شتاين على موقع قاعدة بيانات الأفلام العربية
- أكسل شتاين على موقع ألو سيني (الفرنسية)
- أكسل شتاين على موقع أول موفي (الإنجليزية)
- أكسل شتاين على موقع ديسكوغز (الإنجليزية)
- أكسل شتاين على موقع قاعدة بيانات الفيلم (الإنجليزية)
- أكسل شتاين على موقع ليتربوكسد (الإنجليزية)
- أكسل شتاين على موقع كينوبويسك (الروسية)